# Păulești (okręg Prahova)
Păulești – wieś w Rumunii, w okręgu Prahova, w gminie Păulești. W 2011 roku liczyła 2401 mieszkańców.